# Espagne au Concours Eurovision de la chanson 1965
L'Espagne a participé au Concours Eurovision de la chanson 1965 le 20 mars à Naples, en Italie. C'est la 5e participation espagnole au Concours Eurovision de la chanson.
Le pays est représenté par la chanteuse Conchita Bautista et la chanson ¡Qué bueno, qué bueno!, sélectionnées par la TVE au moyen d'une finale nationale.

## Sélection

### Preselección de Eurovision 1965
Le radiodiffuseur espagnol, la Televisión Española (TVE), sélectionne l'artiste et la chanson représentant l'Espagne au Concours Eurovision de la chanson 1965 au moyen de l'émission de variétés Gran parada pour les éliminatoires et la finale nationale Preselección de Eurovision 1965.
Preselección de Eurovision 1965, présentée par José Luis Barcelona (es) et Irene Mir, a eu lieu le 7 février 1965 aux studios de la TVE à Barcelone.

#### Finale
Treize artistes et leurs chansons respectives participent à la finale espagnole. Les chansons sont toutes interprétées en espagnol, langue officielle de l'Espagne.
Parmi les participants on note Raphael, représentant espagnol de 1966 et 1967 et Jaime Morey représentant espagnol de 1972.
| Ordre | Artiste               | Chanson                | Traduction                     | Points | Place |
| ----- | --------------------- | ---------------------- | ------------------------------ | ------ | ----- |
| 1     | María del Carmen      | Yo me arrepentí        | Je l'ai regretté               | –      | 13    |
| 2     | Juan Carlos Monterrey | Barco perdido          | Bateau perdu                   | –      | 12    |
| 3     | Conchita Bautista     | ¡Qué bueno, qué bueno! | Que c'est bon, que c'est bon ! | 10     | 1     |
| 4     | Santy                 | Se lo he contado       | Je lui ai raconté              | –      | 9     |
| 5     | Luisita Tenor         | Caballero andaluz      | Cavalier andalou               | –      | 8     |
| 6     | Dúo Dinámico          | Esos ojitos negros     | Ces petits yeux noirs          | 6      | 2     |
| 7     | Yoli                  | Bajo el cielo español  | Sous le ciel espagnol          | –      | 6     |
| 8     | Raphael               | Feriantes              | Forains                        | –      | 3     |
| 9     | Adriángela (es)       | Cantares               | Chansons                       | –      | 4     |
| 10    | Jaime Morey           | La bailaora            | La danseuse                    | –      | 10    |
| 11    | Franciska             | El hombre y el toro    | L'homme et le taureau          | –      | 11    |
| 12    | Lorenzo Valverde (es) | Otra serenata          | Une autre sérénade             | –      | 7     |
| 13    | Ángela                | Tengo miedo            | J'ai peur                      | –      | 5     |

Lors de cette sélection, c'est la chanson ¡Qué bueno, qué bueno! interprétée par Conchita Bautista qui fut choisie avec Adolfo Ventas Rodríguez comme chef d'orchestre. Conchita Bautista a déjà pu représenter l'Espagne lors de sa première participation en 1961.

## À l'Eurovision
Chaque jury national attribue un, trois ou cinq points à ses trois chansons préférées.

### Points attribués par l'Espagne
| 5 points | Royaume-Uni |
| 3 points | France      |
| 1 point  | Luxembourg  |

Conchita Bautista interprète ¡Qué bueno, qué bueno! en 3e position lors de la soirée du concours, suivant le Royaume-Uni et précédant l'Irlande.
Au terme du vote final, l'Espagne termine 15e et dernière — à égalité avec l'Allemagne, la Belgique et la Finlande — sur les 18 pays participants, n'ayant reçu aucun point des jurys,.